# Le Voile bleu
Pour plus de détails, voir Fiche technique et Distribution.
Le Voile bleu est un film français réalisé par Jean Stelli. Sorti en 1942, il fut un des plus grands succès cinématographiques de l'Occupation.

## Synopsis
En décembre 1914, Louise Jarraud (Gaby Morlay), dont le mari  est récemment tombé au champ d'honneur, met au monde un enfant qui meurt le lendemain de sa naissance. Faute de pouvoir donner son amour à son fils et voulant rester fidèle à son mari, elle décide de se dévouer pour les enfants des autres et sera toute sa vie nourrice ou gouvernante. Usée, prématurément vieillie, réduite à servir de bonne à une vieille dame acariâtre dont le petit-fils est un monstre, Louise retrouve un de ces enfants qui l'accueille chez lui. Le soir de Noël, en son honneur, il réunit tous ceux que Louise a élevés.

## Fiche technique
- Titre : Le Voile bleu
- Réalisation : Jean Stelli
- Assistante réalisateur: Jeanne Étiévant
- Scénario, dialogues et directeur de production : François Campaux
- Décors : René Renoux et Henri Ménessier
- Costumes : Rosine Delamare
- Photographie	: René Gaveau
- Cameraman : Marcel Grignon
- Photographe de plateau : Marcel Soulié
- Son : René Lécuyer
- Musique : André Theurer, Alfred Desenclos
- Maquillage : Hagop Arakelian, Desmur
- Montage : Michelle David
- Script-girls : Charlotte Pecqueux, Maie-Thérèse Cabon
- Société de production : C.G.C. - Compagnie Générale Cinématographique (Paris)
- Producteur : Raymond Artus
- Distributeur d'origine : Consortium du Film (35 et 16 mm)
- Autres distributeurs : Cora, Sirius (16mm)
- Régisseur général : Henry Le Brument
- Régisseur adjoint : Albert Brachet
- Tournage : du 20 avril à mai 1942 aux studios François Ier, rue François Ier, Paris 8e.
- Pays :  France
- Procédé : 35 mm (positif/négatif) - Noir et blanc - Son mono - Format : 1,37:1
- Genre : Drame
- Durée : 112 minutes
- Dates de sortie : 
  - France : 18 novembre 1942 (première)
  - USA : 1er octobre 1947

## Distribution
- Gaby Morlay : Louise Jarraud, une veuve de guerre qui, après avoir perdu son enfant, se consacre à ceux des autres
- Elvire Popesco : Mona Lorenza, une vedette dont Louise élèvera la fille
- Pierre Larquey : Antoine Lancelot, un marchand de jouets célibataire, l'ami fidèle de Louise
- Marcelle Géniat : Madame Breuilly, la tyrannique employeuse de Louise devenue femme de ménage
- André Alerme : Ernest Volnar-Bucel, un homme dont Louise élève le plus jeune fils
- Denise Grey : Madame Volnar-Bucel, la mère mondaine de Gérard et de Georgette, employeuse de Louise
- Georges Grey : Gérard Volnar-Bucel, le fils des Volnar-Bucel élevé par Louise et qui deviendra médecin
- Primerose Perret : Georgette Volnar-Bucel, la sœur de Gérard
- Fernand Charpin : Emile Perrette, un veuf dont Louise élève le fils
- Aimé Clariond : le juge d'instruction
- Jean Clarieux : Henri Forneret, le mari de Lise et père de Daniel
- Renée Devillers : Lise Forneret, la mère du petit Daniel, une employeuse de Louise
- Jeanne Fusier-Gir : Mademoiselle Eugénie, une vieille fille, voisine d'Emile
- Michel de Bonnay : Philippe Breuilly, un garçon sauvage et mal-aimé dont Louise gagne le cœur
- Odette Barencey : une commère
- Camille Bert :  le professeur Bettinger, un médecin
- Francine Bessy : la jeune danseuse enceinte
- Marcel Vallée : l'impresario de Mona
- Jean Bobillot : Julien
- Monique Bourdette : une petite fille
- Pierre Brulé : un jeune garçon
- Paul Demange : Pons
- Mona Dol : l'infirmière-chef
- Jean Fay : l'impresario étranger
- Camille Guérini : d'Aubigny, un noble ami de Volnar-Bucel
- Pierre Jourdan : Dominique, un aviateur, le frère de Mme Volnar-Bucel, qui s'éprend de Louise
- Noël Roquevert : l'inspecteur Duval, du service des recherches
- Paul Barge
- Michel François
- Marthe Mellot : une commère
- Raymonde La Fontan : Charlotte Lorenza, la fille de Mona, 11 ans, élevée par Louise
- Jacques Ory : un jeune garçon
- Julienne Paroli : la concierge
- Liliane Bert

## Autour du film
En 1951, Curtis Bernhardt réalisera un remake américain de ce film, La Femme au voile bleu avec Jane Wyman, Charles Laughton et Joan Blondell.